# Saudijsko-egipatski nasip
Saudijsko-egipatski nasip je prijedlog povezivanja Egipta i Saudijske Arabije nasipom i mostom.

## Profil
Egipatski predsjednik Abdel Fattah el-Sisi predložio je da se predložena struktura nazove "Most kralja Salmana bin Abdulaziza" 2016. Očekuje se da će cijeli projekt koštati oko 4 milijarde američkih dolara, a financirat će ga Saudijska Arabija. Nasip bi povezivao Tabuk s ljetovalištem Sharm el-Sheikh na obali Crvenog mora na Sinajskom poluotoku, a prolazio bi preko otoka Tirana na ulazu u Akapski zaljev. Financiranje nasipa najavila je Saudi Binladin Group, koja će surađivati s tvrtkom Arab Contractors kojom upravlja egipatska vlada. 
Predloženi građevinski projekti imaju za cilj stvaranje tješnjih veza između dviju nacija i otvaranje radnih mjesta na obje strane. Ovo je dio većeg plana egipatske vlade, koja namjerava naseliti Sinajski poluotok. Također će omogućiti alternativnu hodočasničku rutu, a očekuje se da će opsluživati milijun putnika i hodočasnika godišnje.
Izražena je zabrinutost zbog utjecaja na okoliš i susjeda u pogledu sigurnosti. Dodatni promet i dodatni razvoj mogli bi uzrokovati daljnji pad ugrožene populacije dugonga u Crvenom moru i povećati štetu koraljnim grebenima i ribarstvu. Jedna takva organizacija, Hurghada Environmental Protection and Conservation Association (HEPCA), odobrava most pod uvjetom da se grebeni ne oštete i da se provede ispitivanje okoliša s preporukama. Članak V. sporazuma iz Camp Davida između Izraela i Egipta daje pravo na slobodu plovidbe kroz Tiranski tjesnac.
Projekt je 2005. obustavila vlada Hosnija Mubaraka zbog sigurnosnih zabrinutosti koje je izrazio Izrael. Prije nego što je izgubila vlast, prijavljeno je da je administracija Mohameda Morsija bila zainteresirana za finaliziranje planova za projekt 2012. i 2013.
U travnju 2016., u rijetkom posjetu Egiptu, saudijski kralj Salman najavio je s egipatskim predsjednikom El-Sisijem sporazum o izgradnji mosta između dviju zemalja. Objava je uslijedila nakon što su Egipat i Saudijska Arabija potpisali sporazum o označavanju pomorske granice i označavanju otoka Tiran i Sanafir unutar saudijskih regionalnih voda. Izrael je objavio da se ne protivi prijenosu otoka.